# Макай (Айдахо)
Макѐй (на английски: Mackay) е град в окръг Къстър, щата Айдахо, САЩ. Макай е с население от 566 жители (2000) и обща площ от 2,2 km². Намира се на 1800 m надморска височина. ЗИП кодът му е 83251, а телефонният му код е 208.